# Ти Би Ай Банк
„Ти Би Ай Банк“ е търговска банка със седалище в София, България. Освен в България оперира също в Румъния, Гърция, Словения.
Активите на банката за първата половина на 2023 г. са над 2,4 млрд. лева. Според данни на БНБ към края на юни 2023 г. „Ти Би Ай Банк“ е на 11-о място по размер на активите, непосредствено след ББР.